# Sierakówko (Sianów)
Sireakówko (deutsch Zirchow B) ist ein Dorf in der polnischen Woiwodschaft Westpommern und gehört zur Landgemeinde Sianów (Zanow) im Powiat Koszaliński (Köslin).

## Geographische Lage
Das ehemalige Gutsdorf liegt nördlich der Straße, die Polanów (Pollnow) über Jacinki (Jatzingen), Krytno (Kritten) und Ratajki (Ratteick) mit Sianów (Zanow) verbindet, drei Kilometer südlich von Sierakowo Sławieńskie (Zirchow A).
Vor 1945 war Latig die Bahnstation an der jetzt stillgelegten Kleinbahnstrecke Schlawe–Pollnow–Sydow der Schlawer Bahnen.

## Geschichte
Zirchow B war bis 1945 wie auch der Wohnplatz Zowensche Mühle ein Teil der Gemeinde Zirchow (= Zirchow A). Der Ort bestand aus dem Gutshaus, drei Wohnhäusern und Wirtschaftsgebäuden. Wann Gut und Mühle entstanden sind, ist nicht bekannt. Zirchow B wird teilweise als Vorwerk, aber dann auch wieder als Gut bezeichnet. Ab 1860 sind wechselnde Besitzer bekannt. Der letzte war von 1936 bis 1945 Gustav Lodemann.
Zirchow B gehörte vor 1945 wie Zirchow (A) zum Amts- und Standesamtsbezirk Ratteick und Amtsgerichtsbezirk Zanow. Es lag im Landkreis Schlawe i. Pom. im Regierungsbezirk Köslin der preußischen Provinz Pommern.
1945 besetzte die Rote Armee den Ort. Die Gutsleute (mit Ausnahme des Gutsherrn Lodemann) waren kurz zuvor geflüchtet. Nach dem Zweiten Weltkrieg kam der Ort, wie ganz Hinterpommern, als Sierakówko („Klein“ Zirchow) an Polen. Bis 1998 gehörte er zur Woiwodschaft Koszalin. Heute ist Sierakówko Teil der Landgemeinde Sianów im Powiat Koszaliński der Woiwodschaft Westpommern. 

## Kirche

### Evangelische Kirche
Vor 1945 waren die Einwohner von Zirchow B fast ausnahmslos evangelischer Konfession. Das Dorf war in das Kirchspiel Kösternitz eingegliedert, zu dem auch die Filialgemeinden Alt Zowen und Ratteick gehörten. Zirchow A dagegen war eine Filialgemeinde im Kirchspiel Krangen.
Das Kirchspiel Kösternitz mit (im Jahre 1940) 1724 Gemeindegliedern gehörte zum Kirchenkreis Köslin der Kirche der Altpreußischen Union. 
Heute sind die wenigen evangelischen Einwohner Gemeindeglieder des Kirchspiels Koszalin (Köslin) in der Diözese Pommern-Großpolen der Evangelisch-Augsburgischen Kirche in Polen.

### Katholische Kirche
Heute gehört die Bevölkerung von Sierakówko überwiegend zur polnischen katholischen Kirche. Der Ort ist in die Parochie Sulechówko (Klein Soltikow) integriert, das zum Dekanat Sławno im Bistum Köslin-Kolberg gehört.

## Schule

### Schulgeschichte
1911 entstand an der Straße von Zirchow A nach Zirchow B ein Schulhaus, das das ältere an der Nordseite von Zirchow A ablöste. Die Kinder wurden in zwei Klassenzimmern unterrichtet. 